# Progeria
La progeria (dal greco πρό, "prima" e γέρων, "vecchio, anziano") o sindrome di Hutchinson-Gilford, è una malattia rara che causa l'invecchiamento precoce anche se non altera la mente, che resta l'unico indice della vera età del malato. Causa nel bambino l'insorgere di malattie tipiche degli anziani, quali la malattia coronarica, e porta l'individuo a una morte precoce. I nati con progeria tipicamente hanno un'aspettativa di vita pari a vent'anni.
Si tratta di una malattia genetica che si verifica per una mutazione de novo e raramente viene ereditata, infatti i pazienti con queste patologie non vivono tanto da potersi riprodurre. Anche se il termine progeria viene applicato in senso stretto a tutte le malattie caratterizzate da sintomi di invecchiamento precoce, viene spesso applicata in particolare riferimento a sindrome di Hutchinson-Gilford (HGPS). Gli scienziati sono particolarmente interessati allo studio della progeria perché potrebbe rivelare indizi sul normale processo di invecchiamento.

## Storia
Fu descritta per la prima volta da Jonathan Hutchinson nel 1886 e da Hastings Gilford nel 1904. Una variante della sindrome, descritta da Alexandre-Achille Souques e dal suo mentore Jean-Martin Charcot, è chiamata geroderma infantilis o geroderma di Souques-Charcot. La progeria di Hutchinson-Gilford viene oggi definitivamente classificata come una delle varie forme di laminopatie (malattie dovute ad alterazioni della lamìna A o di proteine che sono collegate alla lamìna A).

## Epidemiologia
Uno studio olandese ha mostrato un'incidenza di 1 su 4 milioni di nascite. Nella storia della medicina sono soltanto 140 i casi segnalati. La progeria è causata da una mutazione sporadica prodotta durante le prime fasi dello sviluppo embrionale.
Raramente è trasmessa dal genitore affetto al figlio, perché i bambini affetti raramente vivono abbastanza a lungo per avere dei figli. Ci sono stati solo due casi di persone conosciute come portatrici sane della mutazione che causa LMNA (Lamin A/C) progeria. Questi vettori sono stati identificati perché le mutazioni venivano ereditate dalla progenie.
Una famiglia in India ha avuto cinque bambini con progeria (di cui attualmente solo uno è vivo), anche se non il tipo HGPS classico: questa famiglia è stata oggetto di un documentario del 2005 intitolato The 80 Year Old Children. La famiglia Vandeweert del Belgio ha due figli, Michiel e Amber, con HGPS classico. Il primo caso di un bambino di colore con progeria è stato identificato nel settembre 2011: una bambina sudafricana, di nome Ontlametse Phalatse, è nata nel 1999 e morta nell'aprile del 2017.

## Eziologia
Nelle cellule umane, il nucleo è delimitato dall'involucro nucleare costituito da una membrana nucleare esterna (strutturalmente e funzionalmente simile alla membrana del reticolo endoplasmatico), una membrana nucleare interna e dalla lamina nucleare, legata alla membrana interna tramite proteine.
Tale lamina è costituita da un reticolo fibroso formato dall'associazione di lamine, un tipo di proteine fibrose che si aggregano a formare strutture più complesse, similmente a quello che accade per i filamenti intermedi del citoscheletro.
Nei mammiferi esistono almeno sette tipi di lamine che sono codificate da tre geni (A, B, e C). Il gene implicato nella malattia è il LMNA (locus 1q21.2), che codifica per le prelamine A e C. Tale proteina, all'estremità C-terminale, presenta delle cisteine che vengono prenilate con l'aggiunta di un gruppo funzionale farnesilico (trasformandosi in lamina A) permettendo alla lamina di ancorarsi alla membrana nucleare interna. La sua successiva rimozione permette l'effettiva associazione con la membrana, senza che vi sia un legame permanente che ostacola la formazione della lamina nucleare in toto.
Prima del tardo XX secolo, si avevano pochissime informazioni sulla sindrome di Hutchinson-Gilford. Nel 2003, la causa di progeria è stata scoperta essere una mutazione puntiforme in posizione 1824 del gene LMNA, in cui una citosina viene sostituita da una timina. Questa mutazione crea un sito di splicing con l'esone 11, determinando un breve e anomalo mRNA maturo. In fase di traduzione, viene prodotta una variante anomala della proteina prelamina il cui gruppo farnesile non può essere rimosso: denominata progerin. Quest'ultima non diventa parte della lamina nucleare, essendo fissata alla membrana nucleare interna. Senza lamine A e C, la lamina nucleare non è in grado di fornire alla membrana nucleare un adeguato supporto strutturale, provocando l'assunzione di una forma anomala. L'indebolimento della lamina nucleare limita la capacità della cellula di dividersi.
A oggi sono noti oltre 1 400 SNPs del gene LMNA. Possono manifestarsi in cambiamenti a livello del mRNA, dello splicing o proteine (ad esempio Arg471Cys, Arg482Gln, Arg482Gln, Arg527Leu, Arg527Cys, Ala529Val).
Progerin può anche svolgere un ruolo nel normale invecchiamento umano, dal momento che la sua produzione si attiva nelle cellule di tipo selvatico senescenti.
A differenza delle "malattie da invecchiamento accelerato" (come la sindrome di Werner, la sindrome di Cockayne o xeroderma pigmentoso), la progeria non è causata da riparazione del DNA difettoso. Visto che queste malattie provocano cambiamenti in diversi aspetti dell'invecchiamento, ma mai in tutti, sono spesso chiamati "segmental progerias".
| Avvenimenti in una normale cellula somatica                   | Avvenimenti in una cellula con mutazioni                      |
| ------------------------------------------------------------- | ------------------------------------------------------------- |
| Il gene LMNA codifica per la proteina pre-Lamina A e C        | Il gene LMNA codifica per la proteina pre-Lamina A e C        |
| Prelamine A e C hanno un gruppo farnesile attaccato alla fine | Prelamine A e C hanno un gruppo farnesile attaccato alla fine |
| Gruppo farnesile delle prelamine A e C è rimosso              | Gruppo farnesile rimane attaccato alle prelamine A e C        |
| Forma normale è chiamata "lamina A" e “lamina C”              | Forma anomala di prelamina A è chiamata "progerin"            |
| Lamina A non è ancorato al cerchio nucleare                   | Progerin è ancorato al cerchio nucleare                       |
| Forma normale del nucleo                                      | Anomala forma del nucleo                                      |

## Sintomi
I bambini con progeria di solito sviluppano i primi sintomi durante i primi mesi di vita: essi possono includere un difetto nella crescita e sclerodermia localizzata. Ulteriori condizioni si manifestano di solito circa dopo 18-24 mesi: crescita limitata, alopecia (perdita di capelli) e un aspetto caratteristico (un piccolo viso con una mascella poco prominente e un naso schiacciato) sono tutte caratteristiche di progeria. Segni e sintomi di questa malattia progressiva tendono a diventare più marcati con gli anni: la sindrome causa la pelle rugosa, aterosclerosi, insufficienza renale, perdita della vista e problemi cardiovascolari. La sclerodermia, un indurimento della pelle sul tronco e sulle estremità del corpo, è prevalente. Le persone con diagnosi di questo disturbo di solito hanno corpi fragili e piccoli, proprio come quelli degli anziani. La faccia è solitamente rugosa, con una testa più grande rispetto al corpo e una faccia stretta. Le vene del cranio sono rese più evidenti dall'alopecia. La degenerazione del sistema muscolo-scheletrico provoca la perdita di grasso corporeo e muscolare, rigidità articolare, lussazioni dell'anca e altri sintomi generalmente assenti nella popolazione non anziana. Gli individui di solito mantengono il normale sviluppo mentale e motorio.

### Clinica

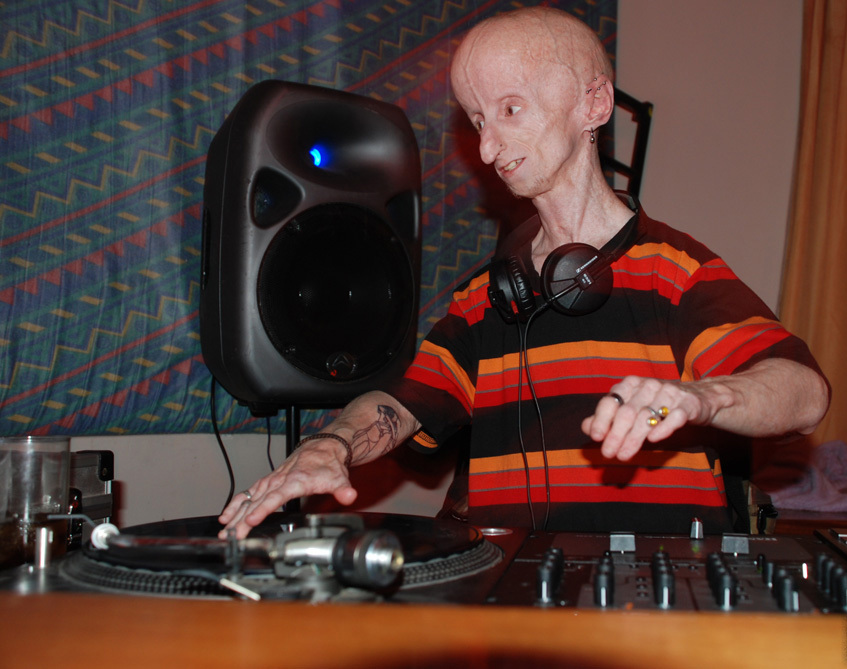
Leon Botha (1985-2011), pittore e dj sudafricano affetto da progeria

Fra i segni maggiori si riscontrano l'insufficiente crescita del bambino durante il primo anno di vita; tutti gli individui affetti sono bassi di statura, quasi sempre affetti da nanismo, e appaiono magri. Inoltre hanno la testa molto più grande rispetto al corpo, calvizie, il viso si deforma apparendo rugoso e stretto e si ha un rapido invecchiamento della pelle.
Si verificano inoltre: 
- Cute sottile
- Pubertà ritardata/ipogonadismo
- Denti, eruzione tardiva
- Difficoltà di alimentazione
- Esoftalmo
- Anomalie della fonazione/pianto/voce debole o acuta
- Viso stretto
- Idartrosi/osteoartrosi
- Ipoplasia delle falangi distali delle dita
- Lussazione dell'anca
- Magrezza (diverso da lipodistrofia)
- Pelle glabra/assenza di peli
- Retrognazia/micrognazia
- Rigidità articolare
- Senilità precoce/invecchiamento prematuro
- Sopracciglia diradate/assenti/sottili
- Unghie sottili/ipoplasiche (mani e piedi)
- Fontanella bregmatica larga/ritardo di chiusura
- Labbra sottili/retratte
- Anomalie/agenesia della clavicola
- Lobo piccolo/ipoplasico/aderente
- Naso a becco d'uccello
- Osteoporosi

## Diagnosi differenziale
Deve essere distinta da altre sindromi progeroidi, tra cui la sindrome di Werner che si distingue per una minore espressività clinica e un esordio più tardivo. Tuttavia oggi è nota una forma atipica della sindrome di Werner (atypical Werner Syndrome, aWS) che è causata da una mutazione del gene LMNA, il medesimo gene mutato nella progeria di Hutchinson-Gilford. La diagnosi viene costruita in base ai segni e sintomi, quali sclerodermia, la crescita abnorme e perdita di capelli. Un test genetico per mutazioni al gene LMNA è in grado di confermare la diagnosi di progeria.
La mitocondriopatia geneticamente determinata (NUPL, nucleotide binding protein-like) è la malattia genetica rara (10 casi noti nel mondo, al 2024) consistente in un blocco della crescita a fronte di una graduale atrofizzazione dei muscoli e degli organi interni. Il gene NUBL codifica una proteina necessaria per l'assemblaggio del complesso I nei mitocondri: le mutazioni del gene NUBPL causano deficienza nel complesso I mitocondri e altre malattie.

## Prognosi
I pazienti muoiono generalmente entro i 20 anni a causa di cardiopatia, infarto o ictus.

## Nella cultura di massa
- Young at Heart, episodio di X-Files incentrato sulla progeria.
- Life according to Sam, documentario di HBO trasmesso nel 2013 su un ragazzo affetto da progeria.
- Nel film Blade Runner il personaggio J.F. Sebastian è malato di progeria.[senza fonte]
- Nat Geo People trasmette dal 16 dicembre 2014 un documentario a puntate sulla vita dell'italiano Sammy Basso, ragazzo vicentino affetto da questa malattia, ospite anche al Festival di Sanremo 2015 condotto da Carlo Conti.
- Il mercante di luce, romanzo del 2014 di Roberto Vecchioni nel quale il figlio del protagonista, Marco, diciassettenne affetto da questa malattia, è sul punto di morire.
- Cavie, romanzo del 2005 di Chuck Palahniuk nel quale il signor Whittier è affetto dalla malattia.
- Il personaggio di Alicia Marcus nel film Resident Evil: The Final Chapter soffre di progeria.
- Renaissance, film del 2006 che tratta il tema della progeria.
- Body Bizarre ha trattato il caso di Ana Rochelle Pondare, affetta da progeria[29] e morta nel 2016.[30]